# Миннард-Лаврейссен, Биргит
Биргит Миннард-Лаврейссен, в девичестве Лаврейссен (нидерл. Birgit Minnaard-Lavrijssen, род. 16 января 1991, Капелле, Зеландия) — нидерландская профессиональная шоссейная велогонщица, маунтинбайкер.

## Карьера
Лаврейссен начала свою велосипедную карьеру в 2008 году, выступая в юниорских категориях. В 2008 году, в возрасте 17 лет, она заняла второе место в гонке в Руддерворде (Бельгия).
В 2009 году она заняла третье место на чемпионате Нидерландов в индивидуальной гонке среди юниоров. Она стала профессиональной велогонщицей в 2010 году, выступая за команды Red Sun Cycling Team (2010), Dolmans Landscaping Team (2011) и Sengers Ladies Cycling Team (2012—2013).
В 2010 году Лаврейссен участвовала в нескольких гонках, включая Oud-Vossemeer (19-е место), Lierop (33-е место) и Heuvelland Classic (28-е место).
Биргит Лаврейссен участвовала в чемпионате мира по шоссейному велоспорту 2012 года в командной гонке на время среди женщин за команду Sengers Ladies Cycling Team. Месяцем ранее она выиграла второй этап (командную гонку) на Трофи д’Ор вместе со своими товарищами по команде — Эвелин Арис, Анной ван дер Брегген, Верой Кудодер, Герике Схрёрс и Карен Верхестратен.
В 2013 году Лаврейссен продолжила выступать за Sengers Ladies Cycling Team. Её лучшими результатами на шоссе были 18-е места в Хроно Шампенуа и в этапе Стер Зеувс Эйанден. Кроме того, она перешла к участию в маунтинбайке, где вместе со своим мужем, Марко Миннардом выиграла Bridge Cape Pioneer Trek в смешанной категории. Они победили в четырёх из шести этапов и заняли 27-е место в общем зачёте. Также в 2013 году она победила в женской категории на гонке TMZ Wintercompetitie в Хейнкенсзанде. В том же году она выиграла 10-й этап кубка ATB.
После завершения спортивной карьеры в 2013 году Лаврейссен сосредоточилась на медицинском образовании. Она окончила Университет имени Эразма Роттердамского.
С октября 2012 по апрель 2016 года работала административным сотрудником в компании Nutswerk B.V.
С ноября 2017 по апрель 2019 года занимала должность врача-ассистента в Maasstad Ziekenhuis, в том числе в отделении хирургии.
С апреля 2019 года сотрудничает с компанией GeriCall в качестве дежурного врача внерабочего времени (ANW-arts).
С июля 2019 года является аспирантом (PhD-кандидатом) в Erasmus MC — одном из ведущих медицинских центров Нидерландов, расположенном в регионе Рандстад.
С сентября 2022 по май 2025 года проходила ординатуру по гериатрии (AIOS ouderengeneeskunde) в рамках программы SOON.
С июня 2025 года работает врачом-геронтологом (специалистом по гериатрии) в организации De Zellingen.

## Достижения

### Шоссе
2008
Омлоп ван Борселе U19
3-я в молодёжной классификации
6-я в генеральной классификации
8-я на чемпионате Нидерландов — групповая гонка U19
10-я на чемпионате Нидерландов — индивидуальная гонка U19
2009
10-я на 3-м этапе Омлоп ван Борселе U19
6-я на чемпионате Нидерландов — групповая гонка U19
3-я на чемпионате Нидерландов — индивидуальная гонка U19
8-я на Блауэ Стад TTT
2010
8-я на Терме Кассеейеномлоп
5-я в молодёжной классификации Стер Зеувс Эйанден
2012
2-й этап Трофи д’Ор
5-я на 2-м этапе Холланд Ледис Тур
3-я на Дуо Норман (с Инге Роггеман)
2013
6-я на 1-м этапе Тура Бельгии

### Маунтинбайк
2011
4-я на чемпионате Нидерландов — кросс-кантри марафон

### Статистика выступления наГранд-турах
| Гонка / Год          | 2011 | 2012 |
| -------------------- | ---- | ---- |
| Джиро д’Италия Донне | 90   | 93   |

### Рейтинги
| Год                 | 2010  | 2011 | 2012  |
| ------------------- | ----- | ---- | ----- |
| Мировой рейтинг UCI | 319-й | -    | 455-й |
|                     |       |      |       |
| Источник: UCI       |       |      |       |

## Личная жизнь
Биргит Лаврейссен замужем за Марко Миннардом, бывшим профессиональным велогонщиком.